# Fonsbach
Der Fonsbach  ist ein vier Kilometer langer Bach im Gebiet der Stadt Bad Honnef im nordrhein-westfälischen Rhein-Sieg-Kreis, der im Siebengebirge entspringt und nach Durchqueren des Stadtteils Rhöndorf von rechts in den Mittelrhein mündet.

## Namensgebung
Der Bach wurde früher auch als Rhönbach und wird zuweilen einfach als „Rhöndorfer Bach“ bezeichnet. Der Name Fonsbach lässt sich vom lateinischen fons für „Quelle, Quell, Brunnen“ ableiten. Als dieser Name nicht mehr verstanden wurde, wurde -bach angefügt; der Name entwickelte sich dann aus Fontsbach zur heutigen Schreibweise.:140 Im Flurbuch des in der Gemeinde Honnef im Rahmen der „Uraufnahme“ des Rheinisch-westfälischen Urkatasters von 1824 bis 1826 erstellten Steuerkatasters wurde der vom Bach abgeleitete Gewann-Name Aufm Fondsbach (im „Urriss“ des Feldatlas Auf der Fonsbach) festgehalten.:152

## Geographie
Der Fonsbach ist nach der Typologie der Fließgewässer NRW ein Bach der Vulkangebiete.

### Verlauf
Der Fonsbach entspringt auf gut 320 m ü. NHN südwestlich der Merkenshöhe und 200 m nordwestlich des Löwenburger Hofs im Rhöndorfer Tal, das er auf ganzer Länge durchfließt. 
Nach 2,5 km fließt er an der Südostseite des Waldfriedhofs vorbei und tritt anschließend, auf der Nordseite der Löwenburgstraße, in den Rhöndorfer Ortsbereich ein. Dieser Straße folgt er alsbald unterirdisch – dabei oberirdisch von einer Entwässerungsrinne begleitet – bis zur Einmündung der Drachenfelsstraße, an deren nordöstlicher Seite er schließlich auf einer Länge von knapp 300 m unterirdisch verläuft und sie unterquert, um weiter unterirdisch an der Ostseite entlang der Rhöndorfer Straße zu fließen. 
Diese verlässt er nach weiteren 200 m, unterquert Bundesstraße 42, rechtsrheinische Eisenbahnstrecke sowie Siebengebirgsbahn und mündet anschließend auf einer Höhe von etwa 48 m ü. NHN von rechts in den Rhein.

### Einzugsgebiet
Das 2,743 km² große Einzugsgebiet des Fonsbachs erstreckt sich vom Siebengebirge bis zur Honnefer Talweitung und wird durch ihn über den Rhein zur Nordsee entwässert.
Es grenzt
- im Nordosten an das Einzugsgebiet des Lützbachs, der über den Pleisbach und die Sieg in den Rhein entwässert;
- im Osten an das des Einsiedlerbachs, der über den Ohbach in den Rhein entwässert;
- im Südosten an das des Ohbach-Zuflusses Poßbach
- im Süden an das des Rhein-Zuflusses Möschbach und
- im Norden an das des Mirbesbachs.

Sein Einzugsgebiet ist zum größten Teil bewaldet und die höchste Erhebung ist der 455 m hohe Berg mit der Ruine der Löwenburg im Osten des Einzugsgebiets.

## Geschichte

### Zehntgrenze
Der Fonsbach bildete, wie bereits aus einer Beurkundung vom 3. Oktober 1376 hervorgeht, die Zehntgrenze zwischen dem Stift Vilich im Norden und der Honnefer Pfarrei im Süden. Daher mussten die Rhöndorfer Grundbesitzer nördlich des Bachs den Weinzehnten an Vilich liefern und die südlich des Bachs über den sogenannten Zennigsweg zur Zehntscheune der Honnefer Pfarrei in der Honschaft Rommersdorf.:166

### Regulierungen
1925 wurde der Fonsbach auf seinem unteren Lauf zwischen der Drachenfelsstraße und dem Bahnhof Rhöndorf kanalisiert. 1929 wurde die damalige Bachmündung unterhalb des Hotels Bellevue verrohrt und dabei weiter in den Rhein verlängert. 1936 erhielt der Bach in der oberen Löwenburgstraße  bis zum Eingang des Rhöndorfer Tals ein neues, mit Bruchsteinmauern eingefasstes tiefes Bett. 1957 wurde er schließlich in der mittleren Löwenburgstraße in einen neugebauten Kanal verlegt, wobei das alte Bachbett durch eine gepflasterte Hohlrinne erhalten blieb.

### Mühlenbetrieb
Der Fonsbach betrieb eine Mühle, die der Kurfürst nach 1654 in Folge des Untergangs der vor Mülheim im Rhein ankernden Schiffsmühle unter Verwendung noch brauchbarer Teile dieser Rheinmühle errichten ließ. Sie entstand auf einem etwa ein Morgen umfassenden Grundstück, das zwischen der späteren Rhöndorfer Schule und dem Bach lag sowie einen Gras- und Baumgarten mit einem Teich beinhaltete. 1693 verkaufte der Kurfürst das Grundstück der zuletzt in schlechtem Zustand befindlichen Mühle für 2000 Reichstaler mit allen Rechten und Gerechtigkeiten an den Schiffer Adolf Thießen mit der Erlaubnis, darauf eine Ölmühle zu errichten.:152 f. Vor 1816 wurde die Mühle in eine Hirsenmühle umgewandelt; in diesem Jahr sollte sie in eine Mahlmühle umgewandelt werden.:157 f. Bei der Volkszählung im Jahre 1843 wird jedoch weiterhin als Wohnplatz eine zu diesem Zeitpunkt unbewohnte Hirsenmühle erwähnt. Der Betrieb der Mühle wurde später eingestellt:157 f.; beim Bau der Bundesstraße 42 in den Jahren 1957 und 1958 wurde sie abgebrochen.:82